# Canton de Vizille
Le canton de Vizille est une ancienne division administrative française, située dans le département de l'Isère en région Rhône-Alpes.
Depuis le redécoupage cantonal de 2014, Vizille est le bureau centralisateur du nouveau canton d'Oisans-Romanche.

## Géographie
Ce canton était organisé autour de Vizille dans l'arrondissement de Grenoble. Son altitude variait de 239 m pour  Champagnier à 2 440 m pour Chamrousse, avec une moyenne de 424 m.

## Histoire
Le 23 novembre 2013, la nouvelle carte cantonale de l'Isère est présentée par le préfet Richard Samuel et adoptée par l'Assemblée départementale de l'Isère. Par le décret du 18 février 2014, le canton de Vizille est supprimé à compter des élections départementales de mars 2015.
Les dix-sept communes sont réparties dans trois cantons :
- Laffrey et Saint-Jean-de-Vaulx dans celui de Matheysine-Trièves, avec La Mure comme bureau centralisateur.
- Chamrousse, Montchaboud, Notre-Dame-de-Mésage, Saint-Barthélemy-de-Séchilienne, Saint-Pierre-de-Mésage, Séchilienne, Vaulnaveys-le-Bas, Vaulnaveys-le-Haut et Vizille dans celui d'Oisans-Romanche, avec Vizille comme bureau centralisateur.
- Enfin Brié-et-Angonnes, Champagnier, Champ-sur-Drac, Jarrie, Notre-Dame-de-Commiers et Saint-Georges-de-Commiers dans celui du Pont-de-Claix.

## Représentation

### Conseillers généraux de 1833 à 2015
| Période                                  | Période          | Identité                     | Étiquette          | Qualité                                                                                                 |
| ---------------------------------------- | ---------------- | ---------------------------- | ------------------ | --- |
| 1833                                     | 1862 (décès)     | Adolphe Périer               |                    | Manufacturier à Vizille Conseiller référendaire à la Cour des Comptes                                   |
| 1862                                     | 1865             | Félix Peyron                 |                    | Industriel (papetier-cartonnier)                                                                        |
| 1865                                     | 1871             | Eugène Bonnardon             |                    | Propriétaire et médecin à Vizille                                                                       |
| 1871                                     | 1886             | Joseph André Rémy Trouillon  | Républicain        | Propriétaire Maire de Brié-et-Angonnes                                                                  |
| 1886                                     | 1892             | Etienne Cavard               | Républicain        | Propriétaire à Vizille                                                                                  |
| 1892                                     | 1904 (démission) | François Peyron              | Républicain rallié | Maire de Vizille                                                                                        |
| 1904                                     | 1910             | Eugène Ribaud                | Rad.               | Maire de Vaulnaveys-le-Haut, conseiller d'arrondissement                                                |
| 1910                                     | 1940             | Auguste Fugier               | Rad.               | Directeur d'école à Vizille                                                                             |
|                                          |                  |                              |                    | |
| 1945                                     | 1960 (décès)     | Albert Royer                 | SFIO               | Retraité de l'enseignement, Jarrie Président de la Société mutuelle accidents élèves                    |
| 1961                                     | 1964             | Jacques Fourrier             | PCF                | Professeur, Maire de Vizille (1953-1965)                                                                |
| 1964                                     | 1970             | Antonin Martinet (1906-1988) | DVG                | Maire de Brié-et-Angonnes (1944-1965)                                                                   |
| 1970                                     | 2001             | Alfred Gryelec               | PCF                | Instituteur Maire de Vizille (1965-1998)                                                                |
| 2001                                     | 2008             | Anne Le Gloan                | DVD puis UMP       | Maire de Jarrie (1989-2008)                                                                             |
| 2008                                     | 2015             | Gilles Strappazzon           | PS                 | Cadre Maire de Saint-Barthélemy-de-Séchilienne depuis 2001 Elu en 2015 dans le Canton d'Oisans-Romanche |
| Les données manquantes sont à compléter. |                  |                              |                    | |

### Conseillers d'arrondissement (de 1833 à 1940)
| Période                                  | Période | Identité                   | Étiquette         | Qualité |
| ---------------------------------------- | ------- | -------------------------- | ----------------- | --- |
| 1833                                     | 1848    | Julien Bonnard (1794-1876) |                   | Avocat à la Cour royale de Grenoble, maire de Séchilienne                                                   |
|                                          |         |                            |                   | |
| av.1895                                  | 1904    | Eugène Ribaud              | Républicain       | Maire de Vaulnaveys-le-Haut                                                                                 |
|                                          |         |                            |                   | |
| 1907                                     |         | André Brun                 |                   | |
|                                          |         |                            |                   | |
| av.1922                                  | 1937    | Paul Dupré                 | SFIO puis Radical | Coiffeur à Vizille                                                                                          |
| 1937                                     | 1940    | M. Maurel                  | SFIO              | Adjoint au maire de Vizille                                                                                 |
| 1940                                     |         |                            |                   | Les conseils d'arrondissement ont été suspendus par la loi du 12 octobre 1940 et n'ont jamais été réactivés |
| Les données manquantes sont à compléter. |         |                            |                   | |

## Composition
| Nom                             | Code Insee | Intercommunalité         | Superficie (km2) | Population (dernière pop. légale) | Densité (hab./km2) |
| ------------------------------- | ---------- | ------------------------ | ---------------- | --------------------------------- | ------------------ |
| Vizille (chef-lieu)             | 38562      | Grenoble-Alpes Métropole | 10,51            | 7 494 (2014)                      | 713                |
| Brié-et-Angonnes                | 38059      | Grenoble-Alpes Métropole | 9,70             | 2 509 (2014)                      | 259                |
| Champagnier                     | 38068      | Grenoble-Alpes Métropole | 6,61             | 1 243 (2014)                      | 188                |
| Champ-sur-Drac                  | 38071      | Grenoble-Alpes Métropole | 8,92             | 3 057 (2014)                      | 343                |
| Chamrousse                      | 38567      | CC Le Grésivaudan        | 13,29            | 467 (2014)                        | 35                 |
| Jarrie                          | 38200      | Grenoble-Alpes Métropole | 13,26            | 3 772 (2014)                      | 284                |
| Laffrey                         | 38203      | CC de la Matheysine      | 6,72             | 413 (2014)                        | 61                 |
| Montchaboud                     | 38252      | Grenoble-Alpes Métropole | 1,96             | 370 (2014)                        | 189                |
| Notre-Dame-de-Commiers          | 38277      | Grenoble-Alpes Métropole | 4,79             | 459 (2014)                        | 96                 |
| Notre-Dame-de-Mésage            | 38279      | Grenoble-Alpes Métropole | 4,53             | 1 191 (2014)                      | 263                |
| Saint-Barthélemy-de-Séchilienne | 38364      | Grenoble-Alpes Métropole | 12,10            | 469 (2014)                        | 39                 |
| Saint-Georges-de-Commiers       | 38388      | Grenoble-Alpes Métropole | 14,62            | 2 101 (2014)                      | 144                |
| Saint-Jean-de-Vaulx             | 38402      | CC de la Matheysine      | 10,73            | 546 (2014)                        | 51                 |
| Saint-Pierre-de-Mésage          | 38445      | Grenoble-Alpes Métropole | 7,03             | 754 (2014)                        | 107                |
| Séchilienne                     | 38478      | Grenoble-Alpes Métropole | 21,47            | 1 003 (2014)                      | 47                 |
| Vaulnaveys-le-Bas               | 38528      | Grenoble-Alpes Métropole | 11,90            | 1 230 (2014)                      | 103                |
| Vaulnaveys-le-Haut              | 38529      | Grenoble-Alpes Métropole | 19,86            | 3 688 (2014)                      | 186                |

## Démographie
| 1962 | 1968 | 1975 | 1982 | 1990   | 1999   | 2006   | 2011   | 2012   |
| ---- | ---- | ---- | ---- | ------ | ------ | ------ | ------ | ------ |
| -    | -    | -    | -    | 26 527 | 28 714 | 29 693 | 30 764 | 30 757 |